# Число Вудала
В теорії чисел число Вудала (Wn) — будь-яке натуральне число виду
{\displaystyle W_{n}=n\cdot 2^{n}-1}
для деякого натурального n. Кілька перших чисел Вудала:
1, 7, 23, 63, 159, 383, 895, … послідовність A003261 в OEIS.

## Історія
Числа Вудала були вперше вивчені Аланом Дж. Канінґемом і Г. Дж. Вудалом 1917 року, натхнені ранішими дослідженнями Джеймсом Калленом подібним чином визначених чисел Каллена. Числа Вудала дивним чином виявилися в теоремі Гудштейна.

## Прості числа Вудала
Числа Вудала, які є простими числами, називаються простими числами Вудала. Кілька перших показників n, для яких відповідні числа Вудала Wn прості:
2, 3, 6, 30, 75, 81, 115, 123, 249, 362, 384, … послідовність A002234 в OEIS.
Самі ж прості числа Вудала утворюють послідовність:
7, 23, 383, 32212254719, … послідовність A050918 з Онлайн енциклопедії послідовностей цілих чисел, OEIS.
1976 року Крістофер Гулі показав, що майже всі числа Каллена складені. Доведення Крістофера Гулі переробив математик Хіромі Суяма щоб показати, що воно правильне для будь-якої послідовності чисел {\displaystyle n\cdot 2^{n+a}+b}, де a і b - цілі числа, і частково також для чисел Вудала. Припускають, що існує нескінченно багато простих чисел Вудала. Станом на жовтень 2018 року найбільше відоме просте число Вудала — {\displaystyle 17016602\cdot 2^{17016602}-1}. Воно має 5122515 цифр і знайдене Дієго Бертолотті (Diego Bertolotti) 2018 року в проєкті розподілених обчислень PrimeGrid.

## Властивості подільності
Подібно до чисел Каллена, числа Вудала мають багато властивостей подільності. Наприклад, якщо p просте число, p ділить
{\displaystyle W_{(p+1)/2}} якщо символ Якобі {\displaystyle \left({\frac {2}{p}}\right)} дорівнює +1 і
{\displaystyle W_{(3p-1)/2}} якщо символ Якобі {\displaystyle \left({\frac {2}{p}}\right)} дорівнює -1.[джерело?]

## Узагальнення
Узагальнене число Вудала визначається як число виду {\displaystyle n\cdot b^{n}-1}, де n+2>b. Якщо просте число можна записати в такому вигляді, його називають узагальненим простим числом Вудала.
Найменше n для якого n × bn − 1 є простим
3, 2, 1, 1, 8, 1, 2, 1, 10, 2, 2, 1, 2, 1, 2, 167, 2, 1, 12, 1, 2, 2, 29028, 1, 2, 3, 10, 2, 26850, 1, 8, 1, 42, 2, 6, 2, 24, 1, 2, 3, 2, 1, 2, 1, 2, 2, 140, 1, 2, 2, 22, 2, 8, 1, 2064, 2, 468, 6, 2, 1, 362, 1, 2, 2, 6, 3, 26, 1, 2, 3, 20, 1, 2, 1, 28, 2, 38, 5, 3024, 1, 2, 81, 858, 1, 2, 3, 2, 8, 60, 1, 2, 2, 10, 5, 2, 7, 182, 1, 17782, 3, … послідовність A240235 з Онлайн енциклопедії послідовностей цілих чисел, OEIS
| b  | значення n для якого n × bn — 1 є простим (ці n перевірені до 350000) | послідовність OEIS |
| 1  | 3, 4, 6, 8, 12, 14, 18, 20, 24, 30, 32, 38, 42, 44, 48, 54, 60, 62, 68, 72, 74, 80, 84, 90, 98, 102, 104, 108, 110, 114, 128, 132, 138, 140, 150, 152, 158, 164, 168, 174, 180, 182, 192, 194, 198, 200, 212, 224, 228, 230, 234, 240, 242, 252, 258, 264, 270, 272, 278, 282, 284, 294, … (всі прості плюс 1) | A008864            |
| 2  | 2, 3, 6, 30, 75, 81, 115, 123, 249, 362, 384, 462, 512, 751, 822, 5312, 7755, 9531, 12379, 15822, 18885, 22971, 23005, 98726, 143018, 151023, 667071, 1195203, 1268979, 1467763, 2013992, 2367906, 3752948, …                                                                                                  | A002234            |
| 3  | 1, 2, 6, 10, 18, 40, 46, 86, 118, 170, 1172, 1698, 1810, 2268, 4338, 18362, 72662, 88392, 94110, 161538, 168660, 292340, 401208, 560750, 1035092, … | A006553            |
| 4  | 1, 2, 3, 5, 8, 14, 23, 63, 107, 132, 428, 530, 1137, 1973, 2000, 7064, 20747, 79574, 113570, 293912, …, 1993191, … | A086661            |
| 5  | 8, 14, 42, 384, 564, 4256, 6368, 21132, 27180, 96584, 349656, 545082, … | A059676            |
| 6  | 1, 2, 3, 19, 20, 24, 34, 77, 107, 114, 122, 165, 530, 1999, 4359, 11842, 12059, 13802, 22855, 41679, 58185, 145359, 249987, … | A059675            |
| 7  | 2, 18, 68, 84, 3812, 14838, 51582, … | A242200            |
| 8  | 1, 2, 7, 12, 25, 44, 219, 252, 507, 1155, 2259, 2972, 4584, 12422, 13905, 75606, … | A242201            |
| 9  | 10, 58, 264, 1568, 4198, 24500, … | A242202            |
| 10 | 2, 3, 8, 11, 15, 39, 60, 72, 77, 117, 183, 252, 396, 1745, 2843, 4665, 5364, … | A059671            |
| 11 | 2, 8, 252, 1184, 1308, … | A299374            |
| 12 | 1, 6, 43, 175, 821, 910, 1157, 13748, 27032, 71761, 229918, … | A299375            |
| 13 | 2, 6, 563528, … | A299376            |
| 14 | 1, 3, 7, 98, 104, 128, 180, 834, 1633, 8000, 28538, 46605, 131941, 147684, 433734, … | A299377            |
| 15 | 2, 10, 14, 2312, 16718, 26906, 27512, 41260, 45432, 162454, 217606, … | A299378            |
| 16 | 167, 189, 639, … | A299379            |
| 17 | 2, 18, 20, 38, 68, 3122, 3488, 39500, … | A299380            |
| 18 | 1, 2, 6, 8, 10, 28, 30, 39, 45, 112, 348, 380, 458, 585, 17559, 38751, 43346, 46984, 92711, … | A299381            |
| 19 | 12, 410, 33890, 91850, 146478, 189620, 280524, … | A299382            |
| 20 | 1, 18, 44, 60, 80, 123, 429, 1166, 2065, 8774, 35340, 42968, 50312, 210129, … | A299383            |
| 21 | 2, 18, 200, 282, 294, 1174, 2492, 4348, … |                    |
| 22 | 2, 5, 140, 158, 263, 795, 992, 341351, … |                    |
| 23 | 29028, … |                    |
| 24 | 1, 2, 5, 12, 124, 1483, 22075, 29673, 64593, … |                    |
| 25 | 2, 68, 104, 450, … |                    |
| 26 | 3, 8, 79, 132, 243, 373, 720, 1818, 11904, 134778, … |                    |
| 27 | 10, 18, 20, 2420, 6638, 11368, 14040, 103444, … |                    |
| 28 | 2, 5, 6, 12, 20, 47, 71, 624, 1149, 2399, 8048, 30650, 39161, … |                    |
| 29 | 26850, 237438, 272970, … |                    |
| 30 | 1, 63, 331, 366, 1461, 3493, 4002, 5940, 13572, 34992, 182461, 201038, … |                    |

Станом на жовтень 2018, найбільше відоме узагальнене просте число Вудала дорівнює 17016602 × 217016602 − 1.